# Avvelenamento da mercurio
L'avvelenamento da mercurio, anche noto come idrargirismo, mercurialismo, idrargiria o idrargirosi, è una condizione clinica caratterizzata dall'assunzione acuta o cronica dell'elemento chimico.

## Uso del mercurio
Il mercurio veniva usato nella costruzione di termometri, in alcune batterie e veniva utilizzato anche nelle otturazioni per la cura della carie dentaria. Inoltre con altre sostanze chimiche viene utilizzato per creare vari composti chimici. Per quanto riguarda l'alimentazione è stato dimostrato che molti pesci (a causa della contaminazione marina) possono a loro volta contenerne in quantità elevata. Nei lavori professionali si può essere esposti a tale sostanza, se vengono trattati metalli o sostanze chimiche.
Un tempo veniva usato anche per la cura della sifilide o presunta tale (se la dose era alta poteva invece peggiorare i sintomi, o causarne di nuovi), in alchimia e, assieme al piombo e all'arsenico, per lavorazione del feltro dei cappelli; in Inghilterra vi era un detto "matto come un cappellaio" (che ispirò a Lewis Carroll il personaggio del Cappellaio Matto), a causa dei disturbi mentali e fisici che l'avvelenamento cronico da mercurio, da arsenico e da piombo (saturnismo) provocano.

## Presentazione clinica

### Dopo inalazione acuta
In caso di inalazione acuta di vapori di mercurio:
- polmonite
- edema polmonare acuto
- polineuropatia

### Dopo ingestione acuta
In caso di ingestione acuta di mercurio non organico:
- gastroenterite
- sindrome nefrosica
- ipertensione arteriosa
- tachicardia
- collasso cardiocircolatorio
- dermatite

In caso di ingestione acuta di mercurio organico:
- gastroenterite
- aritmie
- danno cerebrale (demenza, atassia, labilità emotiva, ecc.), soprattutto a gangli della base, sostanza grigia e cervelletto

### Dopo esposizione cronica
- con alte dosi eretismo mercuriale (un disturbo neuropsichiatrico che causa un'improvvisa eccessiva timidezza fino a fobia sociale, sbalzi d'umore), depressione, nervosismo, irritabilità[6]
- alterazioni delle funzionalità renale (insufficienza renale cronica)
- alterazioni della memoria (amnesia)
- alterazioni motorie e sensitive (paresi, paralisi, neuropatia)
- alterazioni della coordinazione (atassia)
- ipertensione arteriosa, ictus e demenza vascolare, cardiopatia[7]
- leucodermia (perdita di melanina), in caso di esposizione cutanea prolungata

### Esposizione in gravidanza
- con alte dosi ritardo mentale grave del nascituro
- con dosi più basse alterazioni dello sviluppo psicomotorio

### Esposizione durante l'età infantile
- acrodinia

## Terapia delle intossicazioni
- induzione del vomito e lavanda gastrica per le intossicazioni acute;
- ripristino dell'equilibrio idro-elettrolitico;
- terapia chelante con dimercaprolo (24 mg/kg al giorno), penicillamina, succimer.

Per le intossicazioni croniche da composti di mercurio inorganico il farmaco di scelta è l'acetil-cisteina.